# Велика Трапинска
Велика Трапинска (хрв. Velika Trapinska) је насељено место у општини Сухопоље, Вировитичко-подравска жупанија, Хрватска.

## Историја
До територијалне реорганизације у Хрватској била је у саставу старе општине Вировитица.

## Становништво
У попису становништва из 2011. године, Велика Трапинска је имала 25 становника.
| Број становника према пописима | Број становника према пописима | Број становника према пописима | Број становника према пописима | Број становника према пописима | Број становника према пописима | Број становника према пописима | Број становника према пописима | Број становника према пописима | Број становника према пописима | Број становника према пописима | Број становника према пописима | Број становника према пописима | Број становника према пописима | Број становника према пописима | Број становника према пописима |
| ------------------------------ | ------------------------------ | ------------------------------ | ------------------------------ | ------------------------------ | ------------------------------ | ------------------------------ | ------------------------------ | ------------------------------ | ------------------------------ | ------------------------------ | ------------------------------ | ------------------------------ | ------------------------------ | ------------------------------ | ------------------------------ |
| 1857                           | 1869                           | 1880                           | 1890                           | 1900                           | 1910                           | 1921                           | 1931                           | 1948                           | 1953                           | 1961                           | 1971                           | 1981                           | 1991                           | 2001                           | 2011                           |
| 0                              | 0                              | 0                              | 0                              | 0                              | 0                              | 0                              | 0                              | 330                            | 308                            | 226                            | 162                            | 82                             | 53                             | 21                             | 25                             |

Напомена: Од 1991. самостално насеље настало издвајањем истоименог дела насеља Мала Трапинска. Исказује се од 1948, и те године као насеље, а од 1953. као део насеља.